# AKO Literatuurprijs 2003
De AKO Literatuurprijs is een Nederlandse literatuurprijs die wordt uitgereikt sinds 1987. De genomineerde boeken voor 2003 verschenen tussen 1 juli 2002 en 1 juli 2003.

## Nominaties
Op 31 augustus 2003 werd op de Uitmarkt bekendgemaakt welke schrijvers genomineerd zijn voor de AKO-Literatuurprijs 2003. Het waren:
- Dik van der Meulen voor Multatuli: Leven en werk van Eduard Douwes Dekker
- Hella Haasse  voor Sleuteloog
- Marek van der Jagt  voor Gstaad 95-98
- Mensje van Keulen  voor Het andere gezicht
- Thomas Rosenboom  voor De nieuwe man
- Arjan Visser  voor De laatste dagen

## Winnaar
Op 24 oktober 2003 werd de winnaar tijdens een uitzending van Barend en Van Dorp bekendgemaakt. Dik van der Meulen ontving € 50.000 voor Multatuli: Leven en werk van Eduard Douwes Dekker. 

## Jury
De leden van de jury waren: 
- Wim Kok (voorzitter)
- Jos Borré, recensent bij De Morgen
- Elsbeth Etty, recensent bij NRC Handelsblad
- Herman Jacobs, recensent bij De Standaard
- Janet Luis, recensent bij NRC Handelsblad
- Jeroen Vullings, recensent bij Vrij Nederland